# Trizay-lès-Bonneval
Pour les articles homonymes, voir Trizay (homonymie).
Trizay-lès-Bonneval est une commune française située dans le département d'Eure-et-Loir en région Centre-Val de Loire.

## Géographie

### Situation

Situation géographique
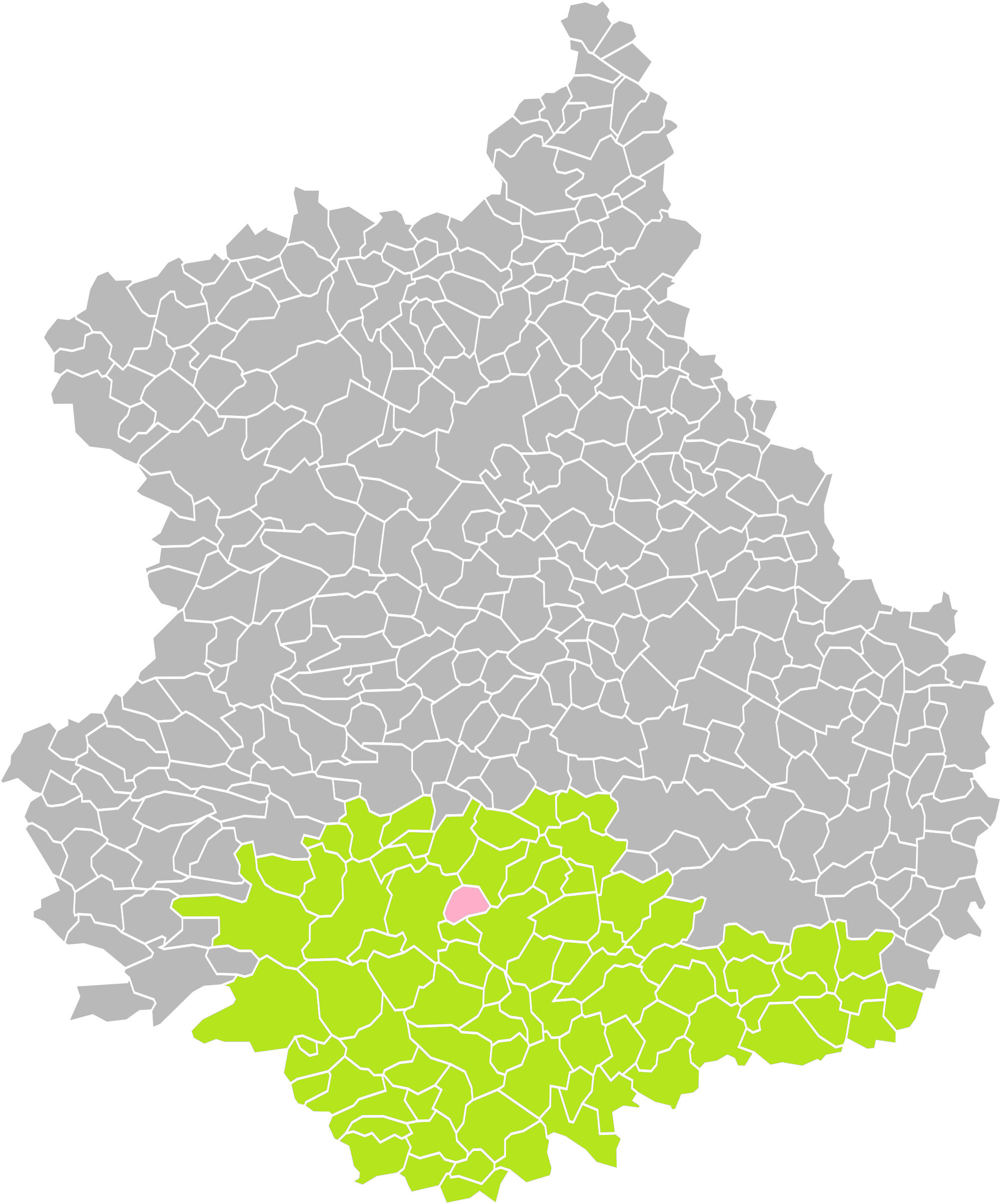
Trizay-lès-Bonneval dans son arrondissement.
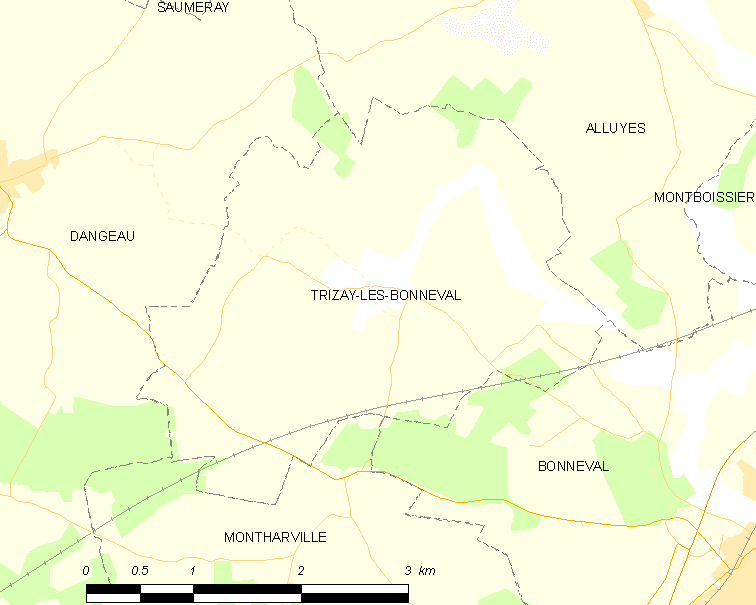
Carte de la commune de Trizay-lès-Bonneval.

### Communes limitrophes
|         | Saumeray            | Alluyes  |
| Dangeau | Trizay-lès-Bonneval |          |
|         | Montharville        | Bonneval |

### Lieux-dits et écarts
Trizay-lès-Bonneval est composé de 15 hameaux :
- Bois Rouy
- Frécot
- Girault
- la Bardillère
- la Bouquerie
- la Salva
- la Tuilerie
- le Breuil
- les Maisons
- Milsey
- Patry
- Prémotteux
- Rosay
- Vilquoy
- Vilteigneux

### Hydrographie
La commune est traversée par la rivière l'Ozanne, affluent en rive droite du Loir, lui-même sous-affluent du fleuve la Loire par la Sarthe et la Maine.
La commune bénéficie depuis 1973 d'une station hydrologique à Prémoteux : le débit moyen annuel ou module de l'Ozanne, observé durant une période de 45 ans (de 1973 à 2018), est de 1,44 m3/s, soit 1 440 litres par seconde. La hauteur maximale instantanée, relevée à Trizay-lès-Bonneval le 14 janvier 2004, est de 1,92 m.

### Climat
Pour des articles plus généraux, voir Climat du Centre-Val de Loire et Climat d'Eure-et-Loir.
En 2010, le climat de la commune est de type climat océanique dégradé des plaines du Centre et du Nord, selon une étude du CNRS s'appuyant sur une série de données couvrant la période 1971-2000. En 2020, Météo-France publie une typologie des climats de la France métropolitaine dans laquelle la commune est exposée à un climat océanique altéré et est dans la région climatique  Moyenne vallée de la Loire, caractérisée par une bonne insolation (1 850 h/an) et un été peu pluvieux. 
Pour la période 1971-2000, la température annuelle moyenne est de 10,6 °C, avec une amplitude thermique annuelle de 14,8 °C. Le cumul annuel moyen de précipitations est de 642 mm, avec 10,8 jours de précipitations en janvier et 7,4 jours en juillet. Pour la période 1991-2020, la température moyenne annuelle observée sur la station météorologique de Météo-France la plus proche, sur la commune de Pré-Saint-Évroult à 10 km à vol d'oiseau, est de 11,3 °C et le cumul annuel moyen de précipitations est de 592,2 mm,. Pour l'avenir, les paramètres climatiques de la commune estimés pour 2050 selon différents scénarios d'émission de gaz à effet de serre sont consultables sur un site dédié publié par Météo-France en novembre 2022.

## Urbanisme

### Typologie
Au 1er janvier 2024, Trizay-lès-Bonneval est catégorisée commune rurale à habitat dispersé, selon la nouvelle grille communale de densité à 7 niveaux définie par l'Insee en 2022.
Elle est située hors unité urbaine. Par ailleurs la commune fait partie de l'aire d'attraction de Châteaudun, dont elle est une commune de la couronne,. Cette aire, qui regroupe 25 communes, est catégorisée dans les aires de moins de 50 000 habitants,.

### Occupation des sols
L'occupation des sols de la commune, telle qu'elle ressort de la base de données européenne d’occupation biophysique des sols Corine Land Cover (CLC), est marquée par l'importance des territoires agricoles (96,6 % en 2018), une proportion identique à celle de 1990 (96,6 %). La répartition détaillée en 2018 est la suivante : 
terres arables (85,9 %), prairies (7,9 %), forêts (3,4 %), zones agricoles hétérogènes (2,8 %). L'évolution de l’occupation des sols de la commune et de ses infrastructures peut être observée sur les différentes représentations cartographiques du territoire : la carte de Cassini (XVIIIe siècle), la carte d'état-major (1820-1866) et les cartes ou photos aériennes de l'IGN pour la période actuelle (1950 à aujourd'hui).

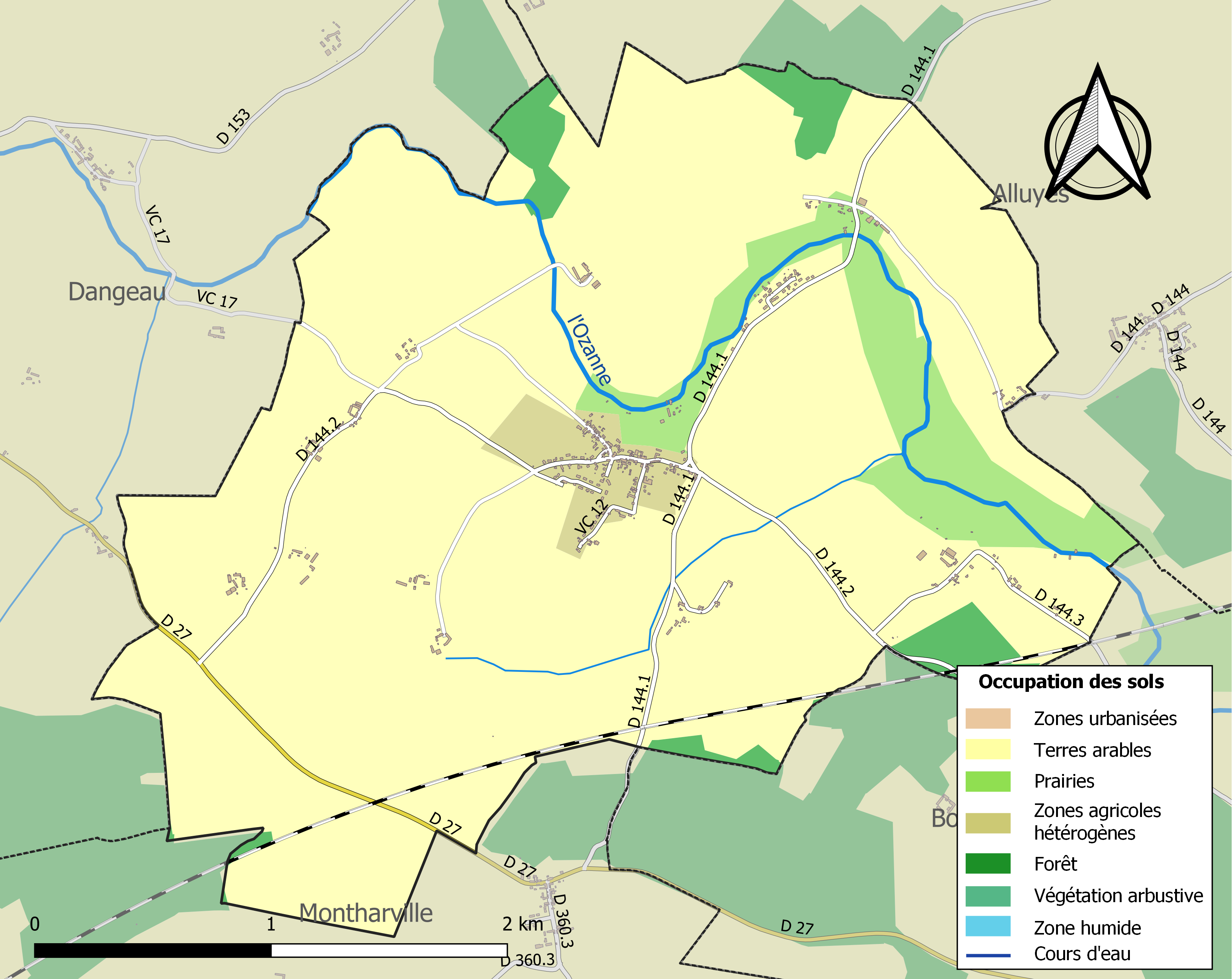
Carte des infrastructures et de l'occupation des sols de la commune en 2018 (CLC).

### Risques majeurs
Le territoire de la commune de Trizay-lès-Bonneval est vulnérable à différents aléas naturels : météorologiques (tempête, orage, neige, grand froid, canicule ou sécheresse), inondations et séisme (sismicité très faible). Il est également exposé à un risque technologique, le transport de matières dangereuses. Un site publié par le BRGM permet d'évaluer simplement et rapidement les risques d'un bien localisé soit par son adresse soit par le numéro de sa parcelle.

#### Risques naturels
Certaines parties du territoire communal sont susceptibles d’être affectées par le risque d’inondation par débordement de cours d'eau, notamment l'Ozanne. La commune a été reconnue en état de catastrophe naturelle au titre des dommages causés par les inondations et coulées de boue survenues en 1999,.

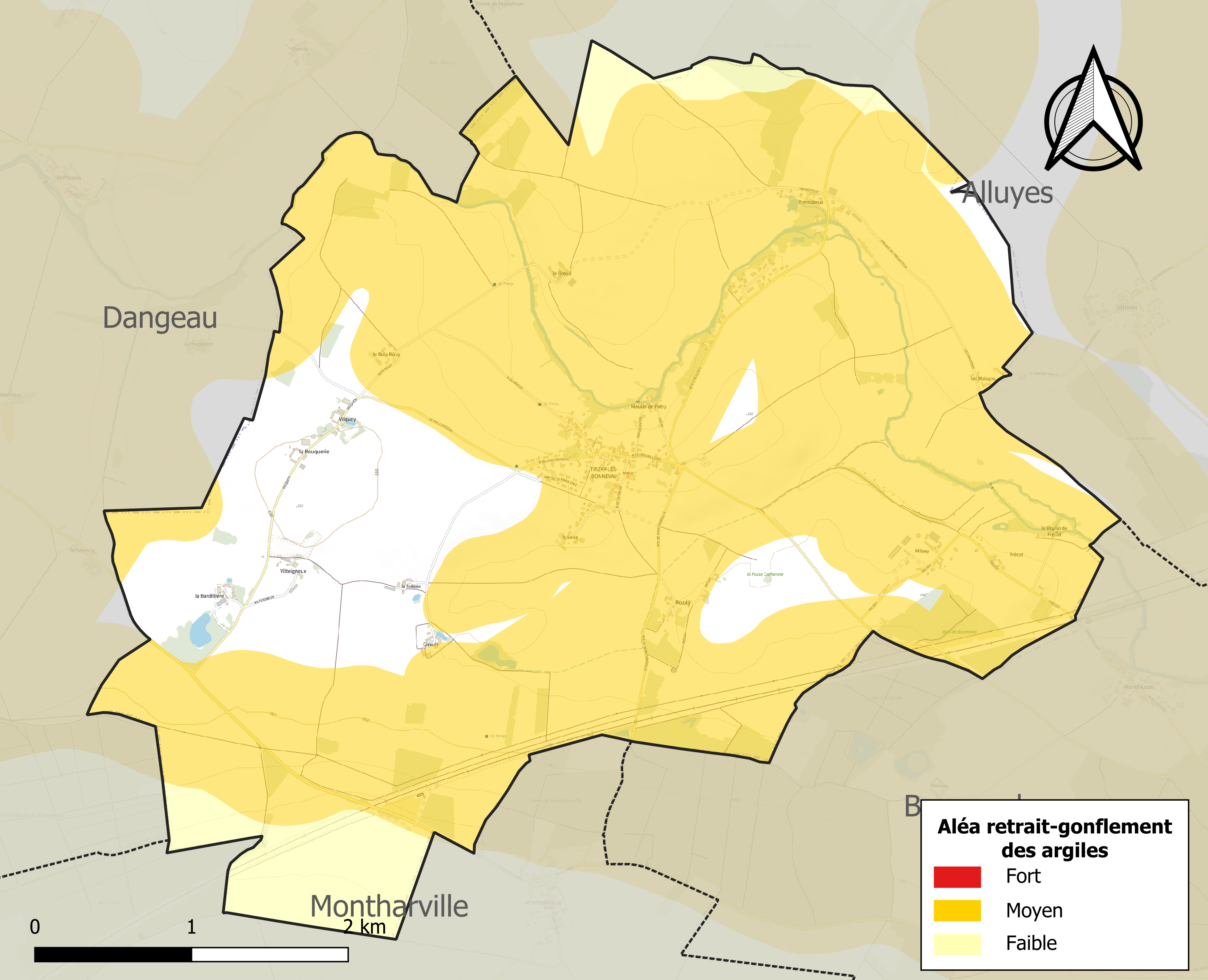
Carte des zones d'aléa retrait-gonflement des sols argileux de Trizay-lès-Bonneval.

Le retrait-gonflement des sols argileux est susceptible d'engendrer des dommages importants aux bâtiments en cas d’alternance de périodes de sécheresse et de pluie. 77,2 % de la superficie communale est en aléa moyen ou fort (52,8 % au niveau départemental et 48,5 % au niveau national). Sur les 162 bâtiments dénombrés sur la commune en 2019, 147 sont en aléa moyen ou fort, soit 91 %, à comparer aux 70 % au niveau départemental et 54 % au niveau national. Une cartographie de l'exposition du territoire national au retrait gonflement des sols argileux est disponible sur le site du BRGM,.
Concernant les mouvements de terrains, la commune a été reconnue en état de catastrophe naturelle au titre des dommages causés par la sécheresse en 2018 et par des mouvements de terrain en 1999.

#### Risques technologiques
Le risque de transport de matières dangereuses sur la commune est lié à sa traversée par des infrastructures routières ou ferroviaires importantes ou la présence d'une canalisation de transport d'hydrocarbures. Un accident se produisant sur de telles infrastructures est en effet susceptible d’avoir des effets graves au bâti ou aux personnes jusqu’à 350 m, selon la nature du matériau transporté. Des dispositions d’urbanisme peuvent être préconisées en conséquence.

## Toponymie
Le nom de la localité est attesté sous les formes Trisayum en 1220, Trisi vers 1250.
En français, la préposition « lès » signifie « près de », ici « près de Bonneval ». D'usage vieilli, elle n'est guère plus rencontrée que dans les toponymes, plus particulièrement ceux de localités.

## Politique et administration

### Liste des maires
| Période                                  | Période  | Identité           | Étiquette | Qualité  |
| ---------------------------------------- | -------- | ------------------ | --------- | -------- |
| 1965                                     | 1971     | Régis Rougeaux     |           |          |
| 1971                                     | 1995     | Jean-Pierre Fleury | RPR       |          |
| 1995                                     | 2014     | André Lebat        | PRG       |          |
| 2014                                     | 2014     | Denis Fourmon      |           |          |
| 2014                                     | 2015     | Valérie Sallé      | SE        | Employée |
| novembre 2015                            | En cours | Michel Girard,     |           | Artisan  |
| Les données manquantes sont à compléter. |          |                    |           |          |

## Population et société

### Démographie
L'évolution du nombre d'habitants est connue à travers les recensements de la population effectués dans la commune depuis 1793. Pour les communes de moins de 10 000 habitants, une enquête de recensement portant sur toute la population est réalisée tous les cinq ans, les populations de référence des années intermédiaires étant quant à elles estimées par interpolation ou extrapolation. Pour la commune, le premier recensement exhaustif entrant dans le cadre du nouveau dispositif a été réalisé en 2007.

En 2022, la commune comptait 318 habitants, en évolution de −0,93 % par rapport à 2016 (Eure-et-Loir : −0,23 %, France hors Mayotte : +2,11 %).
| 1793 | 1800 | 1806 | 1821 | 1831 | 1836 | 1841 | 1846 | 1851 |
| ---- | ---- | ---- | ---- | ---- | ---- | ---- | ---- | ---- |
| 151  | 241  | 237  | 250  | 257  | 272  | 290  | 278  | 303  |

| 1856 | 1861 | 1866 | 1872 | 1876 | 1881 | 1886 | 1891 | 1896 |
| ---- | ---- | ---- | ---- | ---- | ---- | ---- | ---- | ---- |
| 315  | 305  | 290  | 268  | 275  | 276  | 291  | 297  | 307  |

| 1901 | 1906 | 1911 | 1921 | 1926 | 1931 | 1936 | 1946 | 1954 |
| ---- | ---- | ---- | ---- | ---- | ---- | ---- | ---- | ---- |
| 306  | 313  | 293  | 290  | 300  | 315  | 297  | 296  | 250  |

| 1962 | 1968 | 1975 | 1982 | 1990 | 1999 | 2006 | 2007 | 2012 |
| ---- | ---- | ---- | ---- | ---- | ---- | ---- | ---- | ---- |
| 221  | 193  | 182  | 214  | 251  | 253  | 265  | 267  | 325  |

| 2017 | 2022 | - | - | - | - | - | - | - |
| ---- | ---- | - | - | - | - | - | - | - |
| 316  | 318  | - | - | - | - | - | - | - |

### Enseignement
La commune compte une école maternelle qui est regroupée avec les écoles primaires d'Alluyes et de Montboissier.

## Culture locale et patrimoine

### Lieux et monuments

#### Église Saint-Martin
Inscrit MH (1984).
L'église Saint-Martin date du XIIe siècle. Elle abrite une statue polychrome en bois de saint Martin sur son cheval. Le portail roman du XIIe siècle est protégé par un porche à colombage.

L'église et son porche à colombage
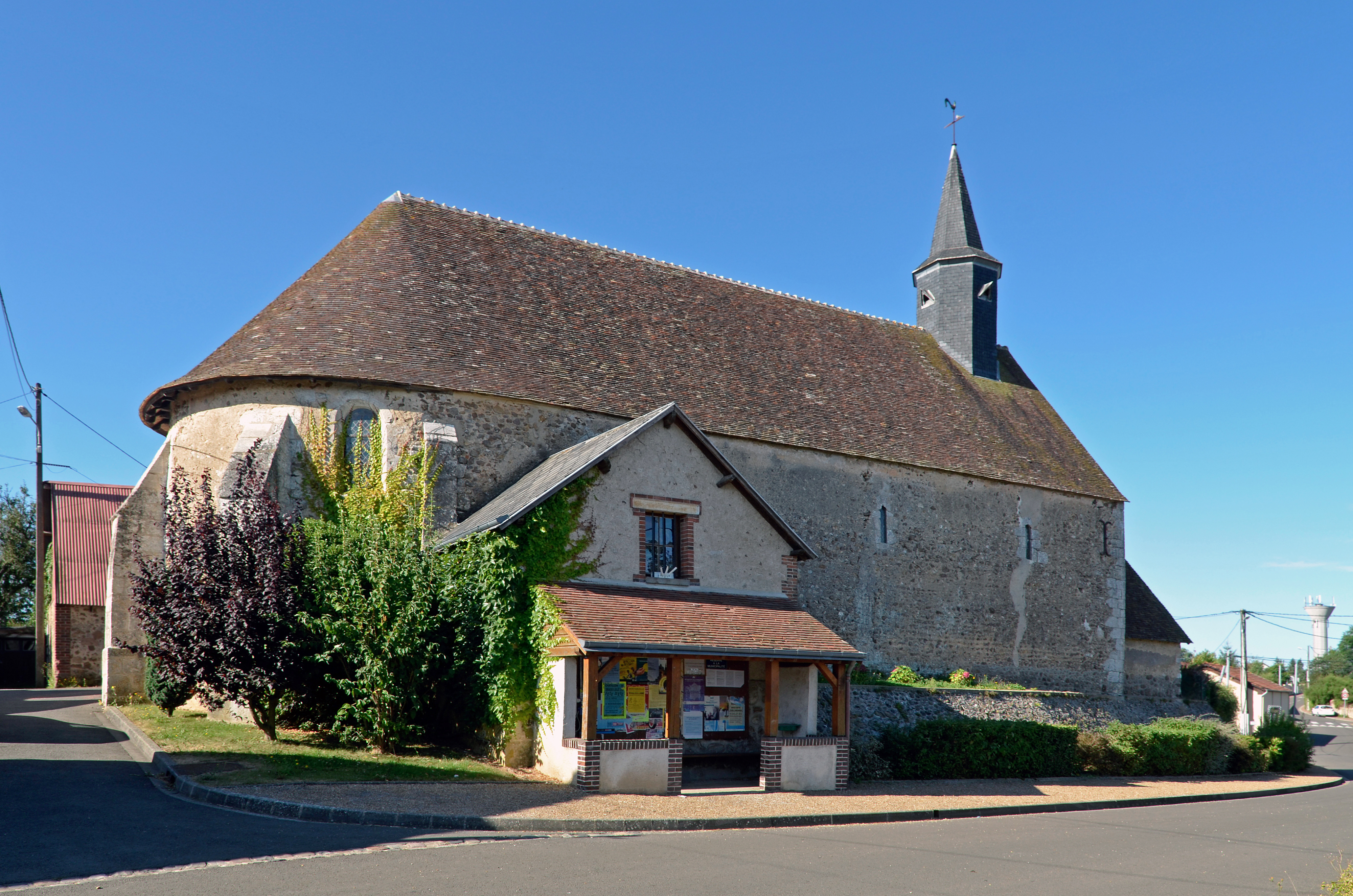
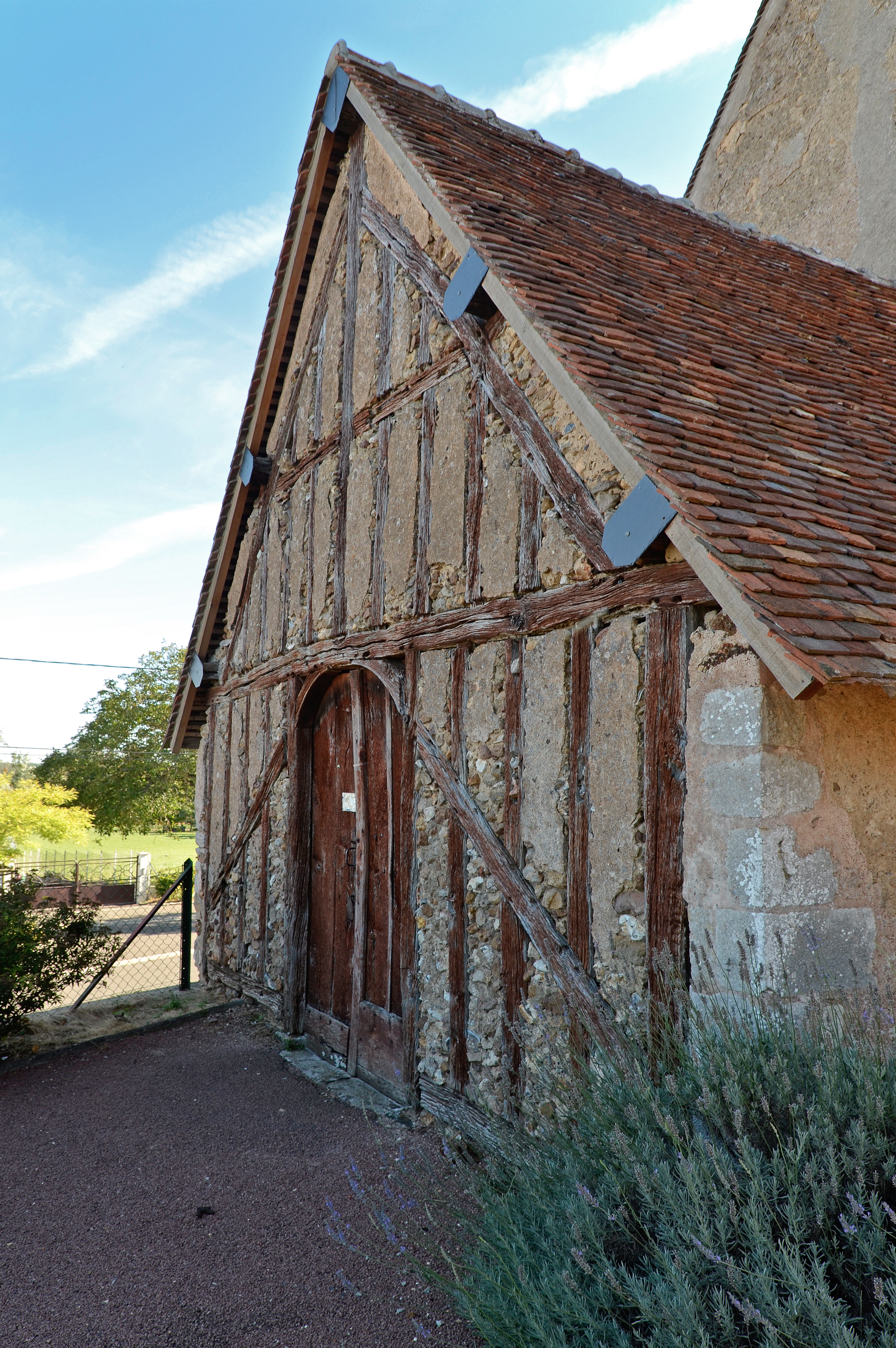
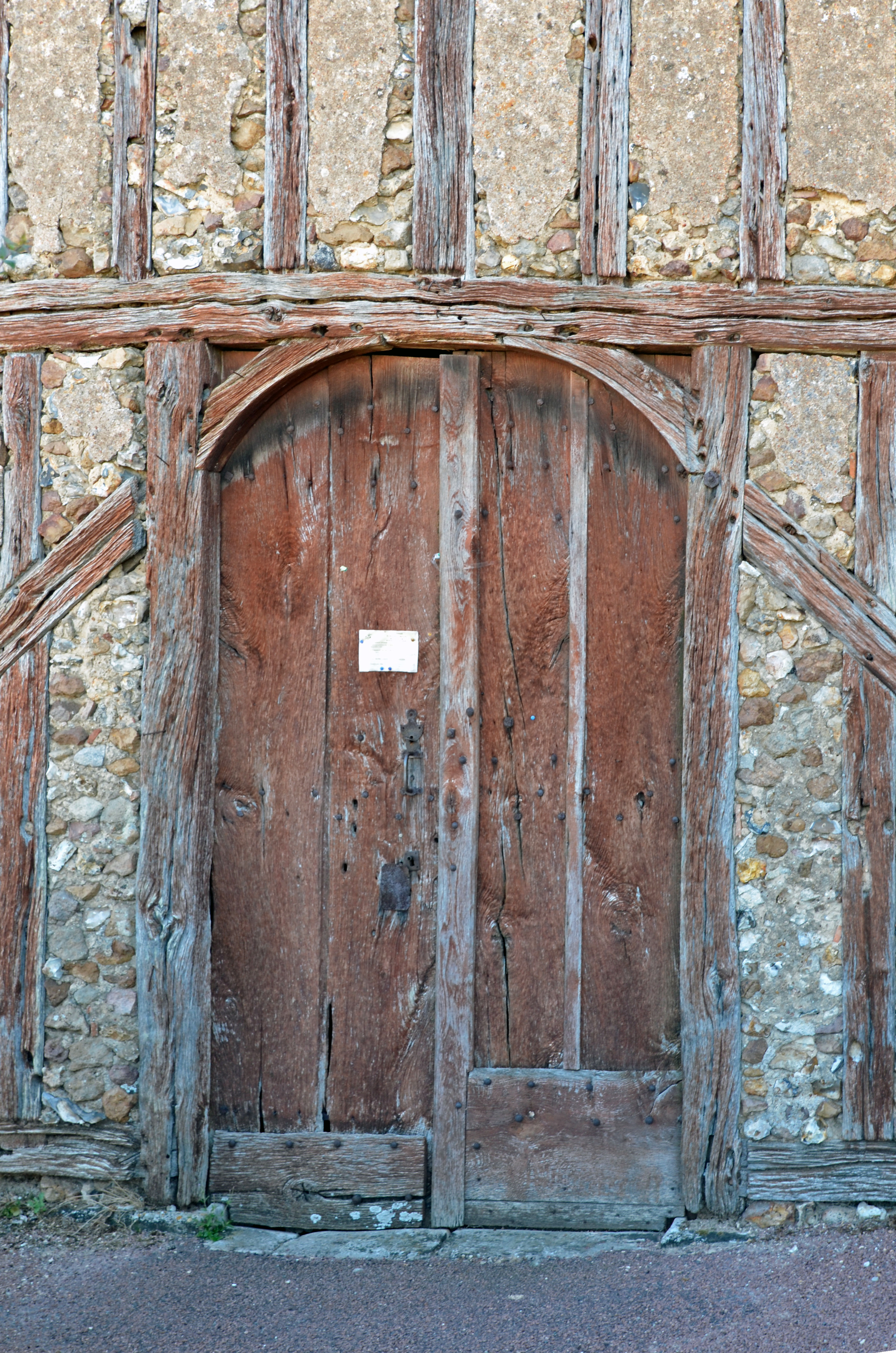

#### Dolmen Pierre de Villebon ou de Beaumont
Classé MH (1889).

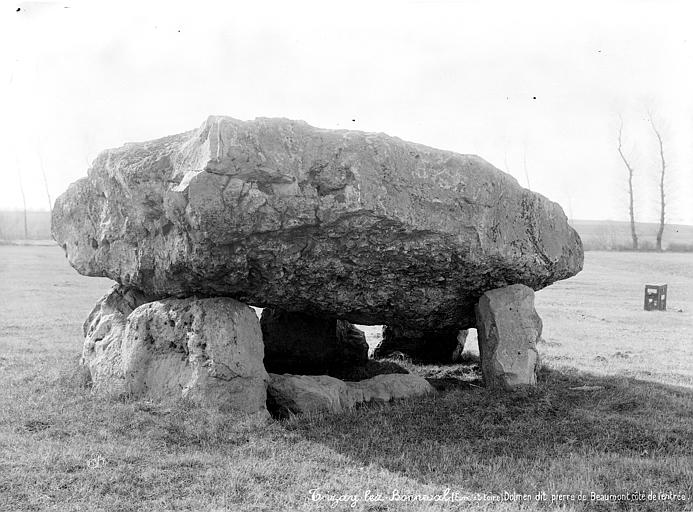
Dolmen dit Pierre de Villebon ou de Beaumont, entrée nord (photographie de Séraphin-Médéric Mieusement, avant 1893).

Ce dolmen est situé "près de la planche des maisons (cad. A 583)".

### Héraldique
| Blason de Trizay-lès-Bonneval | Blason  | Tiercé en pairle renversé : au 1er de gueules à une épée basse d'argent posée en barre supportant un manteau d'or, au 2e de sinople à un dolmen d'argent, au 3e d'argent à la fasce ondée d'azur. |
| Blason de Trizay-lès-Bonneval | Détails | Le statut officiel du blason reste à déterminer. |